# Hohe Pforte (Köln)

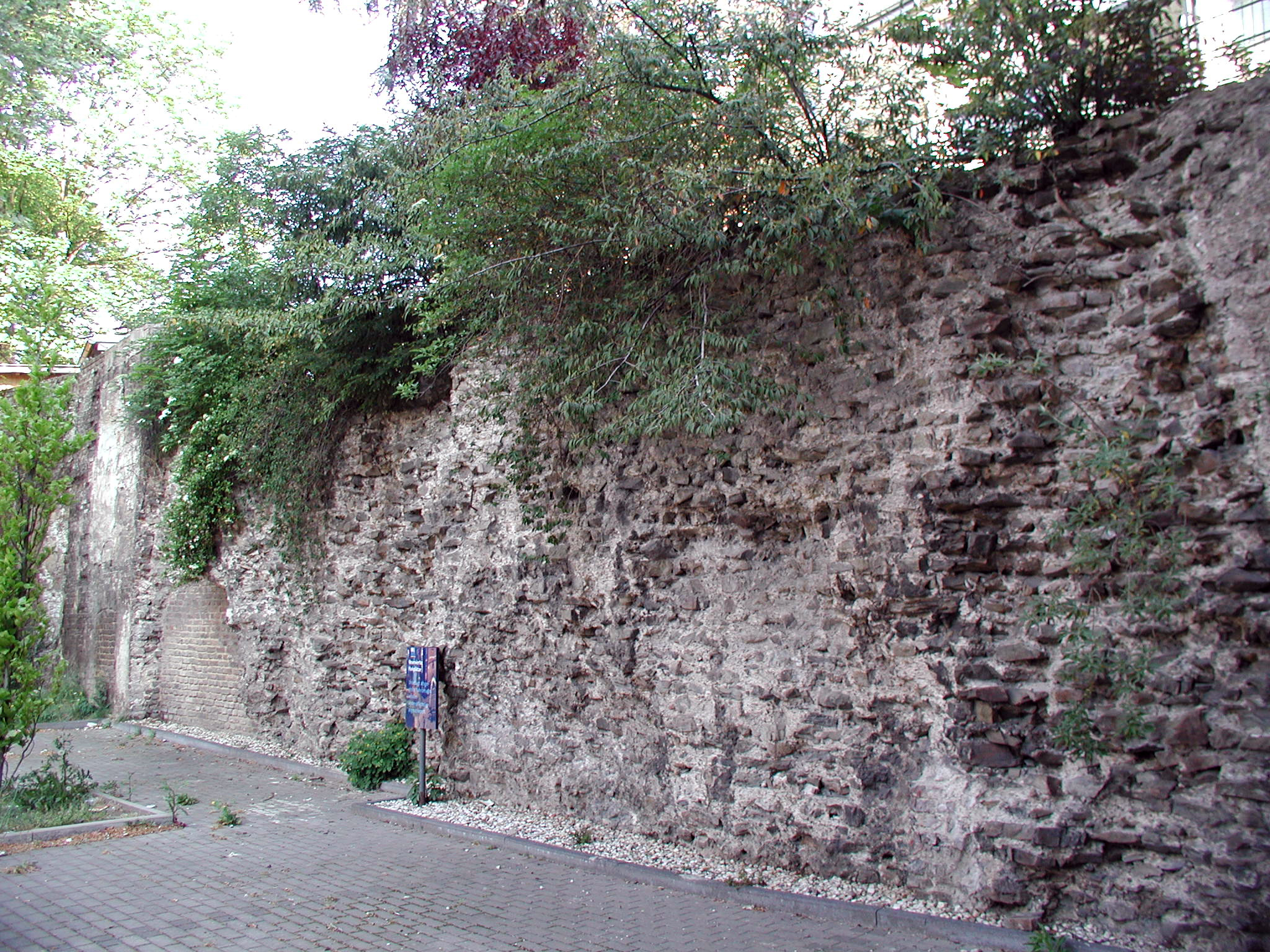
Mühlenbach – römische Südmauer (April 2007)

Die Hohe Pforte („porta alta“ oder „porta Jovis“) war das südliche Tor der römischen Stadtmauer in der Kölner Altstadt-Süd, durch das der „cardo maximus“ verlief. Heute ist nach diesem Tor die Straße Hohe Pforte benannt.

## Tor
Die römische Stadtmauer besaß neun Tore, durch die die römischen Straßen verliefen. In Nord-Süd-Richtung war dies der „cardo maximus“ mit einer Breite von 20 römischen Fuß (5,92 Meter), an dessen Endpunkten sich im Norden die Pfaffenpforte (nach Neuss = Novaesium) und im Süden die Hohe Pforte (nach Bonn = Bonna) befanden. Hier gab es einen kleinen Hügel, welcher der erhöht liegenden Pforte ihren Namen gab.

### Lage
Die 903,30 Meter lange Südmauer verlief entlang des Duffesbaches unterhalb der nördlichen Häuserreihe der Straßen Mühlen- und Blaubach und endete an der – erst im 10. Jahrhundert an einem Mauerdurchbruch errichteten – Griechenpforte; die Entfernung zwischen beiden Toren betrug mehr als einen Kilometer. Einziges Durchgangstor im Süden war die Hohe Pforte. Sie lag mithin an der heutigen Straßenkreuzung Hohe Pforte / Am Blaubach. Hier erreichte die Militärstraße von Mainz nach Xanten die Stadt und durchlief sie als „cardo maximus“. Nach 400 Metern gelangte sie an die Signalfahne „unter den vier Winden“ (siehe Hohe Straße), nach weiteren 400 Metern erreichte man die Pfaffenpforte.

### Geschichte
Die Chronologie und Baugeschichte der ersten antiken Kölner Stadtbefestigung ist unsicher. Sie muss jedenfalls vor dem Jahr 69 nach Christus vollendet gewesen sein, da sie Tacitus in seinen Historien bei der Schilderung des Bataveraufstandes (69–70 n. Chr.) erwähnt. Die Tenkterer sollen ihre Zerstörung gefordert, aber nicht erreicht haben. Ihre Fundamente waren 2,66 Meter breit und 2,50 Meter hoch. Die genaue Stelle des Südtores könnte der vordere Teil des Hauses Hohe Pforte Nr. 4 gewesen sein, denn es sei auf einem Torpfeiler des Südtores errichtet worden, dessen Fundamentmauerwerk unter dem Plattenbelag des Kellers noch zu finden gewesen sein soll. Nach Ausgrabungen im Februar 2008 wurden Schalbretter des Betonfundamentes der Ostseite auf 89 n. Chr. dendrochronologisch datiert.
Durch das Südtor ritt gegen Abend des 1. Januar 69 n. Chr. die Kavallerie der Legio I Germanica, von Bonn kommend, unter dem Kommando ihres Legaten Fabius Valens in die Stadt ein, um der Erhebung des Statthalters Aulus Vitellius zum Kaiser Nachdruck zu verleihen. Am 2. Januar 69 ließ sich Vitellius in der Stadt zum Kaiser ausrufen.

### Schicksal des Tores
Das römische Südtor wurde in der Mitte des 12. Jahrhunderts als „altea Porta“ bezeugt, im 13. Jahrhundert hieß es „hoinporce“. Hier besaß der international tätige Kölner Weinhändler Arnold Ungenoth (Ungenüg) 1232 ein Steinhaus („domus“). Das Südtor findet sich letztmals in den Schreinsbüchern im Jahre 1301 und wurde in den folgenden Jahrhunderten nicht mehr erwähnt. Wilhelm Scheben hält es für möglich, dass es 1497 abgebrochen wurde, weil man Material zur Verbesserung und Erhöhung der Rheinmauer benötigte. Jedenfalls ist die Pforte bei Arnold Mercators Kölner Stadtansicht von 1570 nicht mehr eingezeichnet, wohl aber ihr nördliches Pendant Pfaffenpforte. Der am Südtor seit 1555 wohnende Hermann von Weinsberg vermutete, dass der „Torn“ (Turm) „villicht vurmails der alter stadt toren oder wichhaus gewest und verbaut worden“ sei. Als im Jahre 1868 der Kanal an der Hochpforte angelegt wurde, musste auch die Römermauer dort weitgehend durchbrochen werden.

## Straße
An das südliche römische Stadttor erinnert heute noch der Straßenname Hohe Pforte.

### Mittelalter

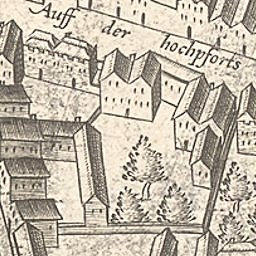
Arnold Mercator – Kölner Stadtansicht von 1570, „Auff der hochpforts“

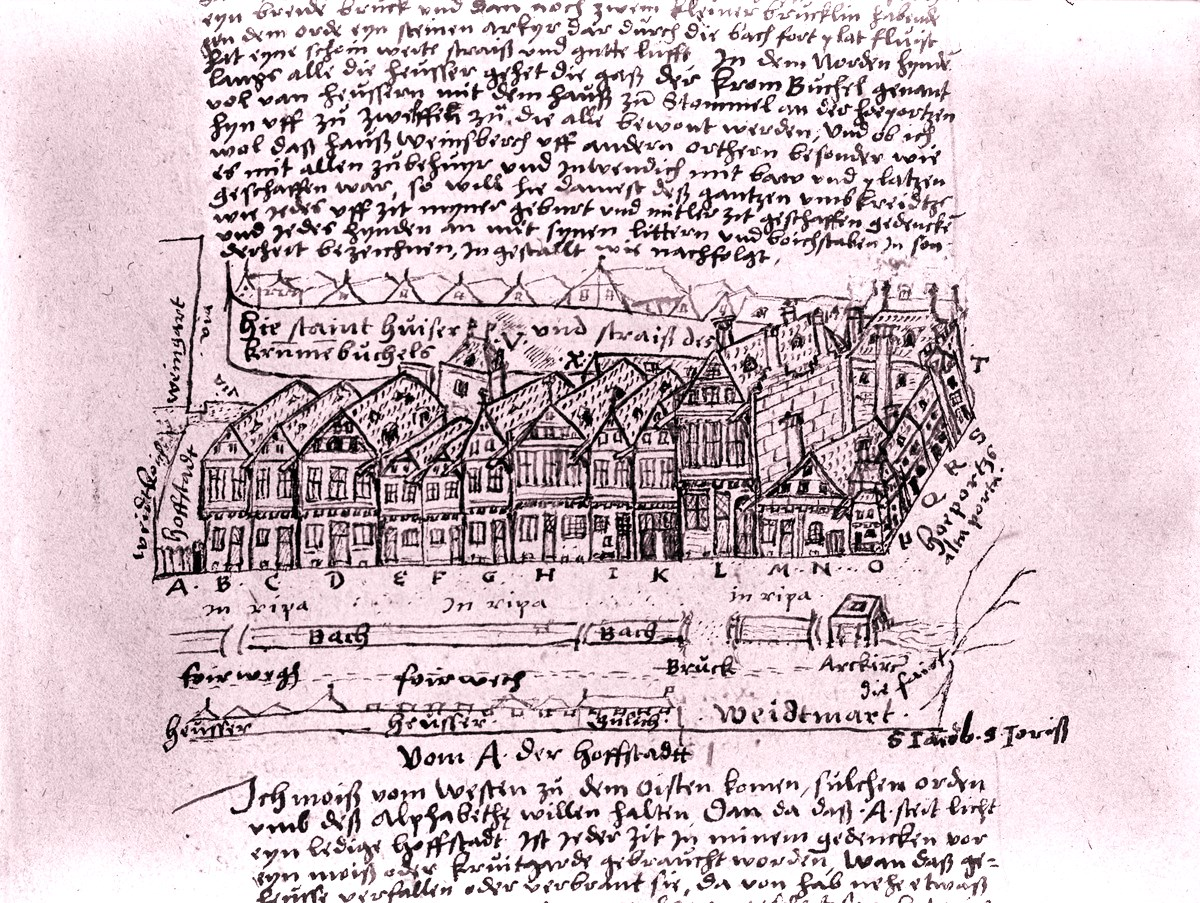
Hermann von Weinsberg – Duffesbach (vorne) und Hohe Pforte (rechts), aus Chronicen und Darstellungen 50. Weinsberg II. (1576)

Spuren der römischen Stadtmauer sind an alten Kölner Straßennamen wie Obenmarspforten, Griechenpforte und Hohe Pforte erkennbar. Das Teilstück des „cardo maximus“ in Höhe der Hohe Pforte hieß anfangs „via alta“ – die Hohe Straße. Die Straße und das Südtor wechselten häufig, je nach Sprachentwicklung, ihre Namen. Im frühen Mittelalter hießen sie „Huhpooz“, im 15. Jahrhundert auch „up der hoeportzen“, bei Arnold Mercator 1570 „Auff der hochpforts“, in der 2. Hälfte des 16. Jahrhunderts „über die Houpfotz“ oder bei Hermann von Weinsberg „Hochpforte“ und dann im 17. Jahrhundert schließlich „uf der Hawportzen“. Die Stephanskapelle befand sich in späterer Nr. 24 gegenüber der Sternengasse, wurde im Jahre 1009 durch Erzbischof Heribert von Köln geweiht und ist damit die am frühesten geweihte Kölner Kapelle; sie wurde vor 1893 abgebrochen.
Der Wirkungskreis des Kölner Ratsherrn Hermann von Weinsberg befand sich in der Gegend Waidmarkt/Blaubach und Hohe Pforte. „In Kronenberg auf der Hochpforte hab ich jetzt meine Wohnung.“ Die Hintertür öffnete den Zugang zum „Haus Weinsberg“ (Buchstabe S auf Weinsbergs Zeichnung), in dem seine verwitwete Mutter lebte. Weinsberg besaß hier seit 1555 das „Vulappelhaus“ in Nr. 3, das er 1585 umbauen ließ und nun „zur Trauben“ nannte. Auch das benachbarte „Haus Cronenberg“ gehörte ihm seit der Hochzeit mit Druitgin und er ließ es nach dem Tod seiner Frau im Mai 1573 umbauen. Cronenberg war der Beiname des Kölner Arztes Bernard Deffenius (Cronenburgius), der zwischen 1510 (* in Amsterdam) und 1574 († in Köln) lebte. Hier verfasste er 1555 die Schrift „De compositione medicamentorum“, 1565 gab er im Auftrag des Stadtrats eine „Kölner Pharmakopöe“ heraus. Weinsberg verkaufte am 27. November 1581 das Haus „zum Gülich“ auf der Ecke am Waidmarkt für 2.200 Taler. Chronist Weinsberg berichtet darüber, dass am 6. Juni 1591 die städtischen Wegemacher mit dem Bau einer Brücke über den offenen Bach begannen.
Der Einzugsweg der Kölner Erzbischöfe führte im Mittelalter durch das Severinstor über die Severinstraße und den Waidmarkt durch die Hohe Pforte und weiter über die Hohe Straße durch die Pfaffenpforte zur Trankgasse in den Hof des Stiftes Mariengraden.

### Gründerzeit und Neuzeit

Neues Herstatthaus nach Renovieruing
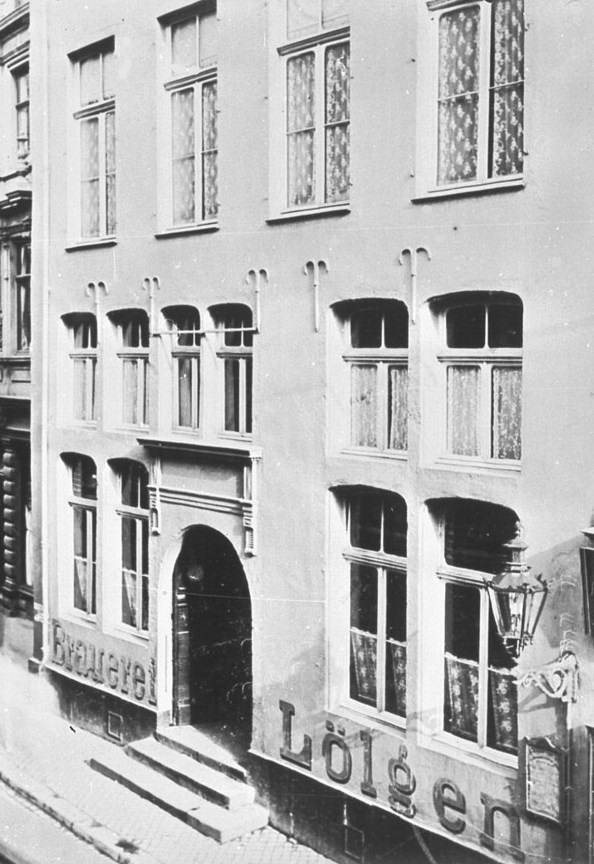
Hohe Pforte 8 – Haus zum Grin, Brauerei Lölgen (um 1900)
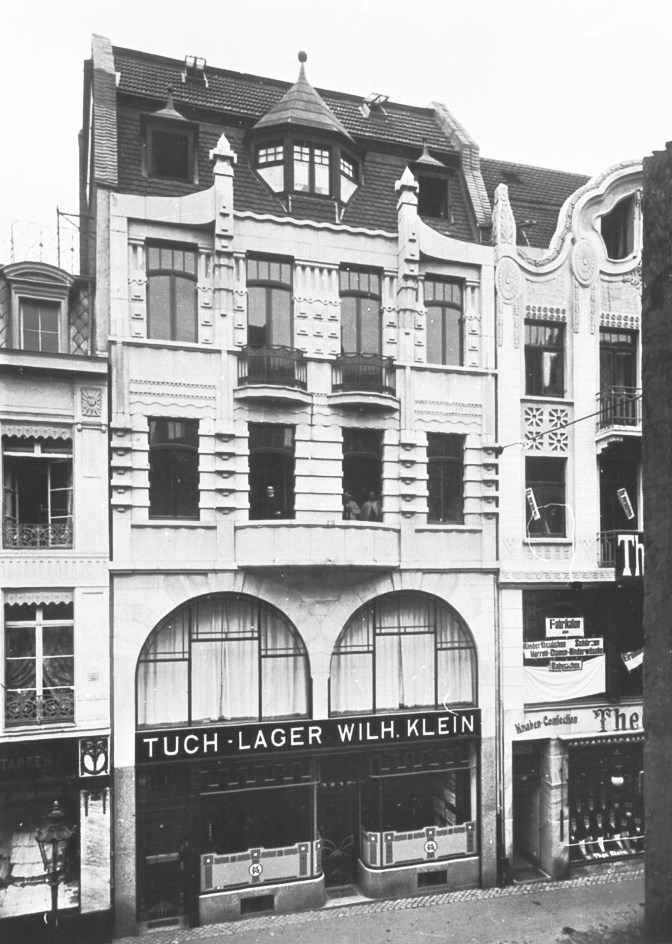
Hohe Pforte 22 – Wohn- und Geschäftshaus (um 1900)
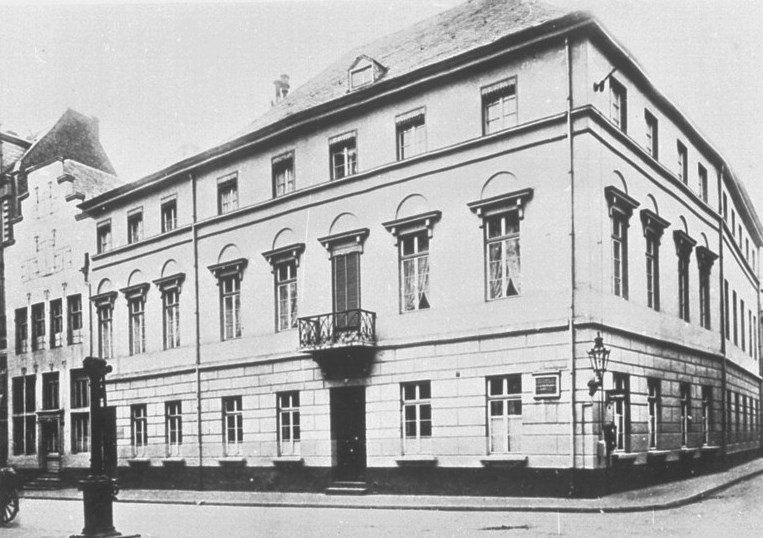
Hohe Pforte 25–27 – Herstatt-Bank (um 1900)
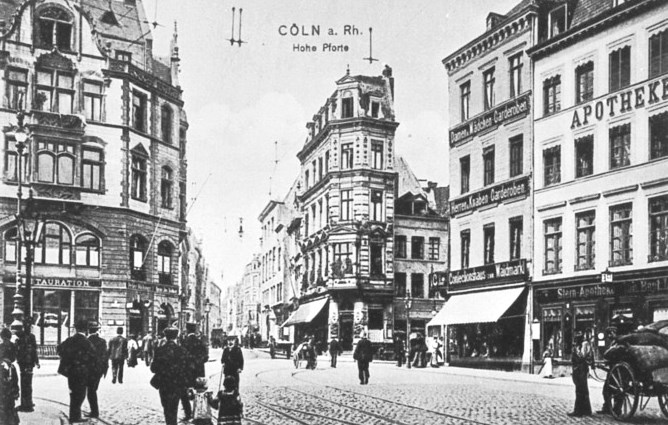
Hohe Pforte 2a – vom Waidmarkt aus (um 1914)
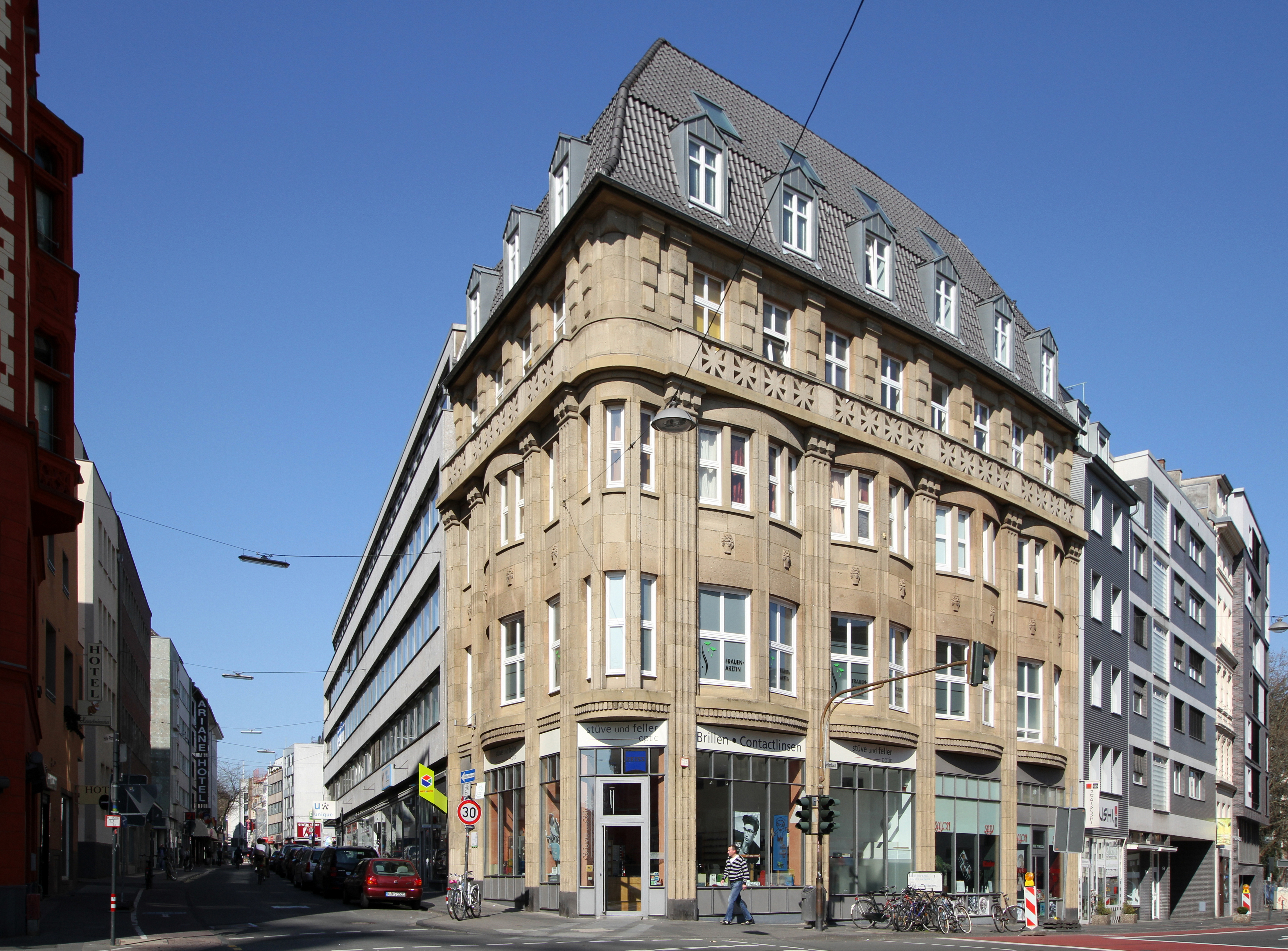
Hohe Pforte 2a – Wohn- und Geschäftshaus (März 2012)
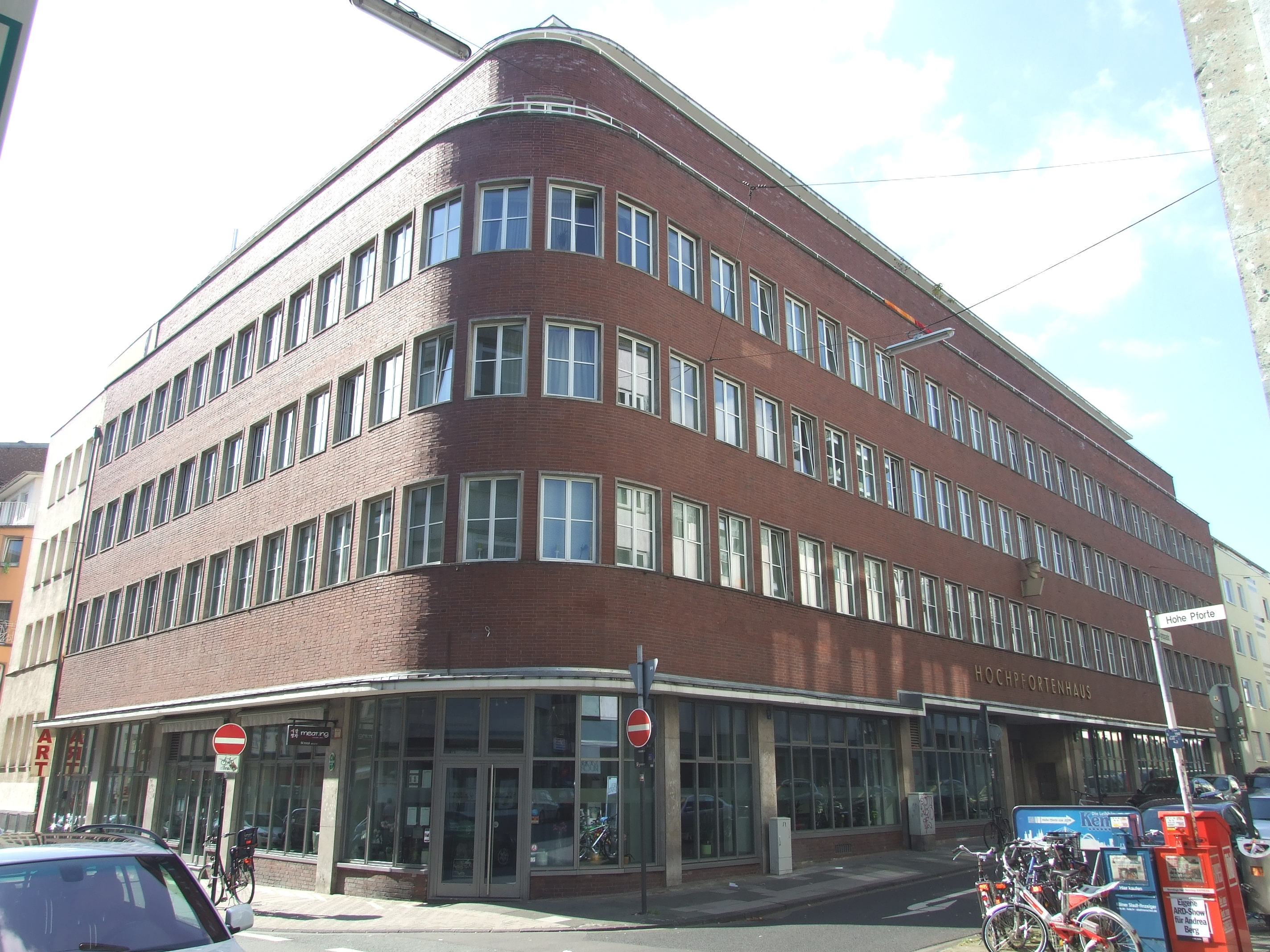
Hohe Pforte 9–11 – Hochpfortenhaus (September 2012)

In Nr. 23–25 wohnte der Kölner Hofbankier Johann Heinrich Sybertz (oder Siebertz), der 1705 in Köln das erste deutsche Papiergeld der kurfürstlichen Bank Banco di gyro d’affrancatione zu Köln ausgab und zu „Cölln auf der Hohen Pforten“ einlöste. Ihm gehörte das vom Steinmetzmeister Sylvester Heukeshoven entworfene Haus „zum roten Giebel“ (Nr. 23–25) spätestens seit dem 18. Mai 1706, am 24. März 1749 erwarben seine Erben das Haus. Im Jahre 1758 kaufte es Isaak Herstatt, 1782 zog hier das Bankhaus Herstatt unter Leitung von Johann David Herstatt ein. Am 10. Mai 1798 ging in den Schreinsbüchern das Eigentum auf die Eheleute „Banquier Johann David Herstatt und Adelaide von der Leyen“ über, nachdem im März 1798 die Beschränkung des Immobilienerwerbs durch Andersgläubige entfallen war. Herstatt ließ es 1813 grundlegend im klassizistischen Stil umbauen, 1860 erweitern und im Innern im Stile des Hochadels ausstatten. Im Adressbuch von 1797 ist das Gebäude als „Seiden-, Floret-, Bandfabrique und Wechselgeschäfte“ bezeichnet. Der Schriftsteller Georg Weerth wohnte dem Adressbuch von 1848 zufolge in Nr. 21, die Schriftstellerin Adele Gerhard kam am 8. Juni 1868 in Nr. 17 zur Welt. In Nr. 6–8 stand das Haus „zum Grin“, das durch den Fliegerangriff vom 19. Juni 1943 bereits schwer beschädigt worden war, Nr. 16 „zum Jütgin“ wurde 1790 umfassend umgebaut, am 31. Mai 1942 bei Fliegerangriffen zerstört.
Das Brauhaus Bank-Lölgen befand sich in Nr. 8 und gilt als Ort der Erfindung der rheinischen Spezialität Halver Hahn. Nebenan in Nr. 10 eröffnete am 26. Mai 1906 mit dem „Biograph-Theater“ das erste Kölner Kino, es schloss aber bereits 1914 seine Pforten. In Nr. 2a entstand durch das Architekturbüro Helbig & Klöckner 1914 ein Wohn- und Geschäftshaus, in welches das „Café Prinzess“ ungewöhnlicherweise auf der ersten und zweiten Etage einzog. Das Café wurde zum Homosexuellenlokal Barberina-Bar (benannt nach der Tänzerin Barberina Campanini, 1721–1799), eine der bekanntesten Nachtbars in Köln, wo sich Schwule, männliche wie weibliche Prostituierte, Zuhälter, Kleinkriminelle und Künstler trafen. Beim Wirt Jean Rosen kellnerte hier zwischen 1949 und 1954 Trude Herr. Für Bars war die Hohe Pforte stets beliebt, denn 1961 ließ sich in Nr. 23–27 das Café Wüsten nieder, 1968 folgte das Four Zipps in Nr. 13–17.
Die alte Herstattbank wurde im März 1888 vom Bankhaus J. H. Stein übernommen, das Herstatt-Haus wurde von der Familie Herstatt anschließend als Wohn- und Geschäftshaus genutzt; es wurde 1929 im Zuge einer Bereinigung der Eigentumsverhältnisse in der Familie abgerissen. An seiner Stelle entstand in der heutigen Nr. 29 / Ecke Sternengasse im Jahre 1931 das neue „Herstatthaus“. Erbauer war der Bankier Artur Deichmann, verheiratet mit Stefanie Deichmann, geb. Herstatt. Im Besitz dieser Familie befinden sich die Häuser Sternengasse 1, 1a und 1b bis heute. Das so genannte „Hochpfortenhaus“ in Nr. 9–11/Agrippastraße 1–5 von Clemens Klotz entstand 1930 in einer durch eine stufenförmig angelegte Fassade verblendeten Stahlskelettkonstruktion mit einer bandartigen, horizontalen Schichtung der Fassade. Es ist neben dem Disch-Haus ein wichtiger Beitrag zum Neuen Bauen in Köln. Hierin befand sich zwischen 1947 und November 1953 die Hauptverwaltung der Stadtsparkasse Köln, spätestens seit 1967 das Landesversorgungsamt NRW. Das Gebäude steht seit dem 3. April 2000 unter Denkmalschutz, im Mai 2005 entstanden hier 46 Eigentumswohnungen.

### Lage

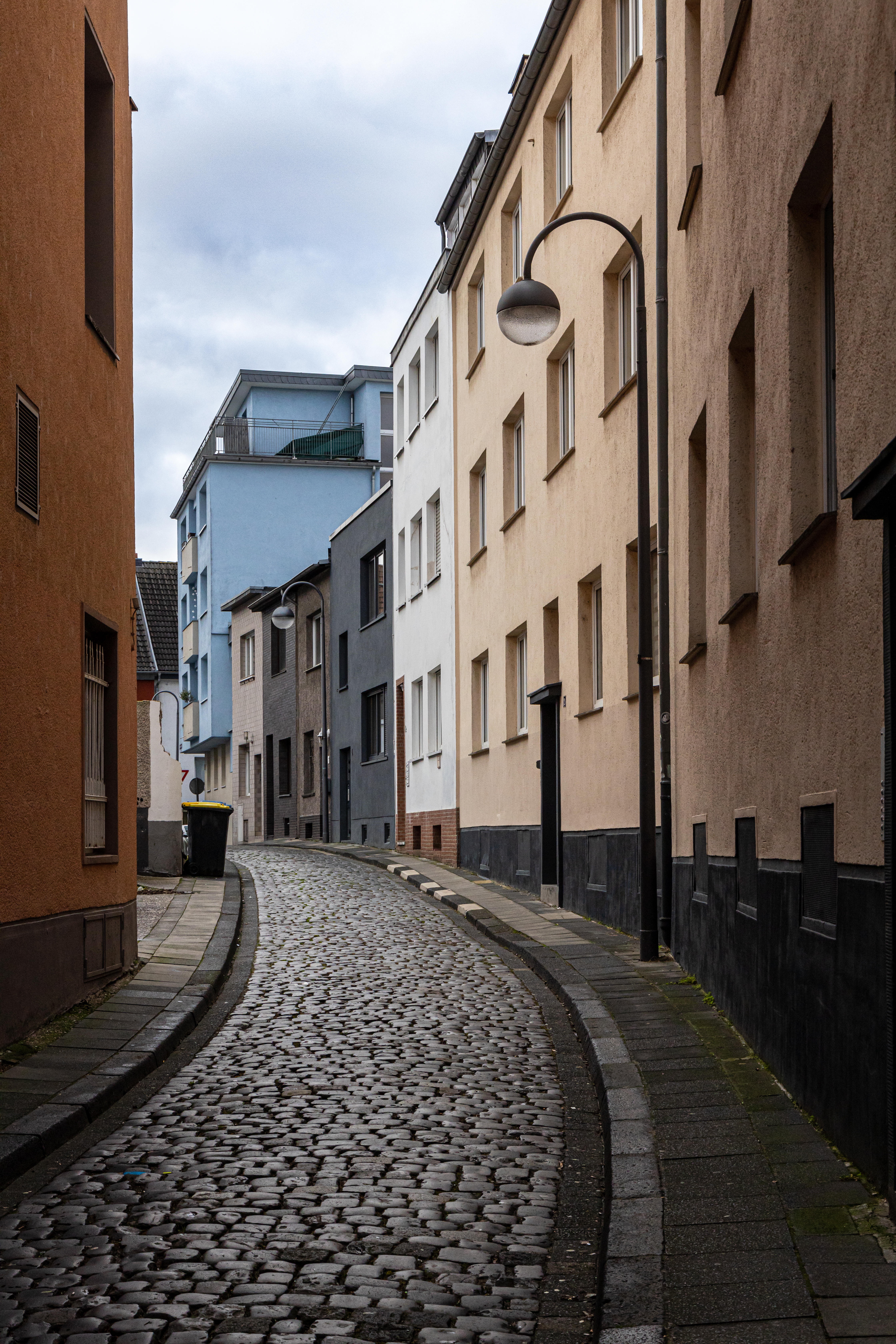
Hohepfortenbüchel

Die lediglich 147 Meter lange „Hohe Pforte“ beginnt am Blaubach/Mühlenbach und endet an der Kreuzung Sternengasse/Stephanstraße, wo sich in Richtung Norden die Hohe Straße fortsetzt. Einzige Zufahrtsstraßen sind der Hochpfortenbüchel (an dem die hügelige Lage noch erkennbar ist), die Agrippastraße und die Sternengasse/Stephanstraße.

## Sprachliches
Die Hohe Pforte wird, genau wie die Hohe Straße, die Breite Straße und der Alter Markt, entgegen den Sprachgewohnheiten nicht flektiert. Ausgesprochen wird der Straßenname mit Betonung auf „Hohe“.